# أيبك أبدومونوف
أيبك أبدومونوف (مواليد 20 ديسمبر 1985) هو ملاكم قيرغيزستاني، مثّل بلاده في الألعاب الأولمبية الصيفية 2004.

## روابط خارجية
أيبك أبدومونوف على موقع أوليمبيديا (الإنجليزية)